# Dundee Law
Dundee Law – dzielnica w centrum Dundee, w Szkocji. Jej cechą charakterystyczną jest duże wzgórze, od którego bierze nazwę. Wyraz law pochodzi z gaelickiego słowa oznaczającego wzgórze, a w anglosaskim hlāw (szkockim law) oznacza kopiec pogrzebowy, wzgórze.

## Geologia
Wzgórze jest bazaltowym czopem na nieczynnym wulkanie. Działalność ruchów lodowca spowodowała erozję wzgórza i obszaru wokół niego. Małe nachylenie zbocza od strony północnej i wschodniej wzgórza sugerują północno-wschodni kierunek przepływania lodowca. Wysokość Law wynosi 174 m n.p.m.

## Historia

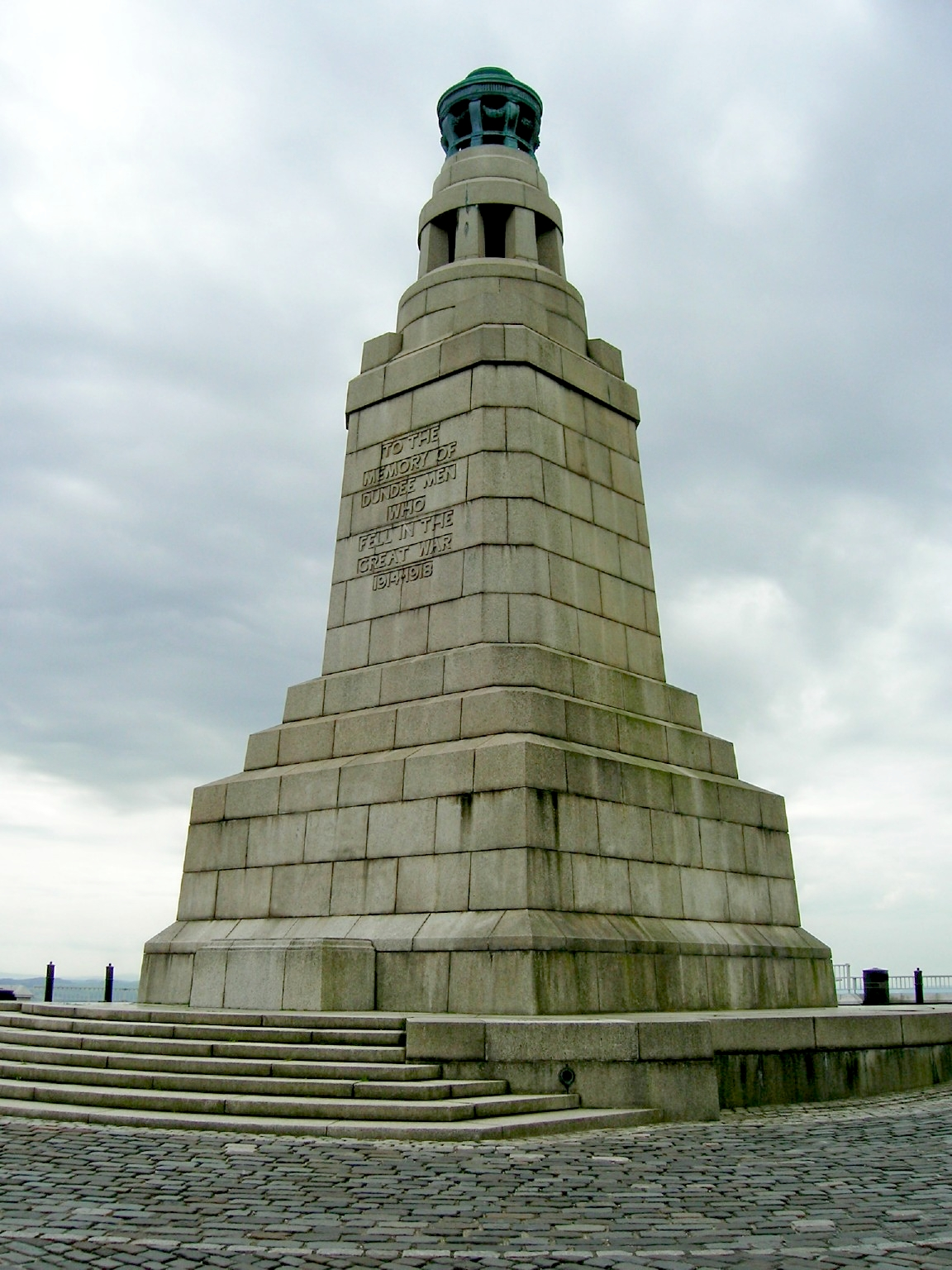
War Memorial

Archaeologiczne dowody pochówków wskazują na używanie wzgórza przez osadników ludzkich 3500 lat temu. W epoce żelaza mieszkali tu Piktowie. Rzymska ceramika znaleziona na wzgórzu, może świadczyć o wykorzystaniu tego miejsca przez rzymian jako stanowiska obserwacyjnego w I wieku. 
Na szczycie wzgórza wzniesiono pomnik poświęcony poległym w obu wojnach światowych. W latach 1992–1994 ulepszono urządzenia na szczycie wzgórza. Na szczycie pomnika płonie wielki płomień w następujące dni: 
- 25 września na pamiątkę bitwy o Loos w której poległo wielu żołnierzy z lokalnego regimentu Black Watch
- 24 października (dzień Narodów Zjednoczonych),
- 11 listopada (zakończenie I wojny światowej)
- Niedziela Pamięci – niedziela najbliższa 11 listopada – w Wielkiej Brytanii w tym dniu uroczyście wspomina się zakończenie I wojny światowej.